# NK Aluminij
Nogometni Klub Aluminij Kidričevo – słoweński klub piłkarski, grający w Prva SNL, mający siedzibę w mieście Kidričevo na wschodzie kraju.

## Historia
Chronologia nazw:
- 1946—...: NK Aluminij Kidričevo

Klub został założony w 1946 roku jako NK Aluminij Kidričevo. Do 1991 roku występował w drugiej i trzeciej ligach mistrzostw Jugosławii. Po rozpadzie Jugosławii w sezonie 1991/92 debiutował w lidze regionalnej Ptuj. Następny sezon 1992/93 rozpoczął w trzeciej lidze. Po pięciu sezonach w grupie wschodniej trzeciej ligi zespół zajął pierwsze miejsce i awansował w 1997 do drugiej ligi. Kolejne 14 sezonów klub plasował się w czołówce drugiej ligi, ale dopiero w sezonie 2010/11 zajął pierwsze miejsce. Jednak z przyczyn finansowych klub odmówił promocji. W następnym sezonie 2011/12 ponownie zdobył pierwsze miejsce i po raz pierwszy zdobył awans do pierwszej ligi.

## Sukcesy

### Trofea międzynarodowe
Nie uczestniczył w rozgrywkach europejskich (stan na 31-05-2012).

### Trofea krajowe
Słowenia
| \| \| Zdobyte trofea w rozgrywkach Słowenii (stan na: 31-05-2012) \| |                                                             |      |                        |
| Rozgrywki                                                            | Osiągnięcie                                                 | Razy | Sezon(y)               |
| Mistrzostwo                                                          | I miejsce                                                   | 0    |                        |
| Mistrzostwo                                                          | II miejsce                                                  | 0    |                        |
| Mistrzostwo                                                          | III miejsce                                                 | 0    |                        |
| Mistrzostwo                                                          | ? miejsce                                                   | 1    | 2012                   |
| Puchar                                                               | zdobywca                                                    | 0    |                        |
| Puchar                                                               | finalista                                                   | 1    | 2002                   |
| II liga                                                              | I miejsce                                                   | 2    | 2011, 2012             |
| II liga                                                              | II miejsce                                                  | 1    | 2009                   |
| II liga                                                              | III miejsce                                                 | 4    | 2001, 2002, 2003, 2010 |
| Słowenia                                                             | Zdobyte trofea w rozgrywkach Słowenii (stan na: 31-05-2012) |      |                        |

- 3 liga (D3):
  - mistrz (1x): 1997
  - wicemistrz (1x): 1994

Jugosławia
- 3 liga jugosłowiańska (D3):
  - mistrz (1x): 1966
  - wicemistrz (1x): 1965
- Puchar Republiki Słoweńskiej:
  - zdobywca (1x): 1965

## Stadion
Klub rozgrywa swoje mecze domowe na stadionie Športni park w Kidričevo, który może pomieścić 600 widzów.